# Unión Nacional para el futuro de Mónaco
La Unión Nacional para el futuro de Mónaco (Union nationale pour l'Avenir de Monaco) fue un partido político del centro político de Mónaco. Formaba parte de la Unión por Mónaco. Esta alianza consiguió el 52.2% del voto popular y 21 de 24 escaños en las últimas elecciones legislativas celebradas el 3 de febrero de 2008.
En 2013, la Unión Nacional por el Futuro de Mónaco y la Unión de Monegascos formaron un grupo político denominado Unión Monegasca. En las elecciones legislativas de 2013, como miembro de la Unión Monegasca, la alianza obtuvo el 38,99 % de los votos populares y 3 de los 24 escaños.